# Сарагоський початок
Сараго́ський поча́ток — шаховий дебют, який виникає після ходу 1. c3. Належить до закритих неправильних початків. Названий на честь міста Сарагоса (Іспанія).

## Історія
Використання цього ходу відоме ще з XVIII сторіччя. Таким чином білі готують рух пішаком 2. d2, а також контролюють поля b4 і d4, які може атакувати чорний кінь c6.
Цей початок застосовував Луї Паульсен, особливо під час турнірів у Нюрнберзі 1883 і Дрездені 1892.
Популярність ходу з 1917 року намагався відновити іспанець Хосе Хункоса, член Сарагоського шахового клубу. Від 1919 до 1921 року в Сарагосі було проведено ряд тематичних шахових турнірів, де гравці починали партію ходом 1. c3. У 1920 році результати турнірів опубліковано в Аргентині під назвою «Початок Сарагосса».
Самостійного теоретичного значення не має, переважно переходить в інші дебюти, оскільки c2-c3 вважають втратою темпу. В сучасній практиці сарагоський початок майже не зустрічається.